# レイ・ブライアント
レイ・ブライアント（Ray Bryant, 1931年12月24日 - 2011年6月2日）は、アメリカ合衆国 のジャズ・ピアニストで作曲家。ペンシルベニア州フィラデルフィア出身。本名はラファエル・ホーマー・ブライアント（Raphael Homer Bryant）。

## 略歴
6歳でピアノの演奏を始め、ジュニアハイスクール時代はダブルベースも手懸けた。成人するまでに職業音楽家としての活動に入り、マイルス・デイヴィスやソニー・ロリンズ、メルバ・リストン、コールマン・ホーキンスらと共演したほか、カーメン・マクレエやアレサ・フランクリンらの伴奏者を務めた。1950年代後半より自身のトリオを結成して世界中で演奏したが、ソロとしても活動した。さらに、作曲家としても名を揚げ、《クバーノ・チャント（Cubano Chant）》《マディソン・タイム（The Madison Time）》《モンキー・ビジネス（Monkey Business）》《リトル・スージー（Little Susie）》の旋律は、見事に有名なテーマとなった。
2011年6月2日、ニューヨーク・クイーンズ区の病院で死去。79歳没。

### 親族
ミュージシャンのユーバンクス兄弟はブライアントの甥であり、二人の父レン・ブライアント（Len Bryant）はドラマーで歌手である。ブライアントのもう一人の兄弟トミー（Tommy Bryant, 1930年5月21日 - 1982年3月1日）はベース奏者であった。トミーとレイのブライアント兄弟は、1964年にオズ・パーキンスとともに、オフ・ブロードウェイのコメディ「ケンブリッジ・サーカス」のためのバックバンドとしてトリオを結成した。（このショウの出演者は、ジョン・クリーズやビル・オディ、ティム・ブルック＝テイラー、デヴィッド・ハッチ、ジョー・ケンドール、グレアム・チャップマン、ジョナサン・リン、ジーン・ハートであった。）